# コーホート
コーホート（英: cohort [ˈkoʊhɔrt]、独: Kohorte [koˈhɔrtə]）とは、共通した因子を持ち、観察対象となる集団のこと。人口学においては同年（または同期間）に出生した集団を意味する。疫学においてはコホート研究において用いられる母集団を指し、コホートと呼ばれることが多い。

## コーホート法
コーホートを用いて、将来の人口予測を計算する方法をコーホート法と言う。
コーホートを分析し、時系列の変化を軸に人口の変化を捉え、そこから得られる性別・年齢別生存率、性別・年齢別移動率、母親の年齢階級別出生率、出生者の男女比などを用いる。
多くは、国勢調査のデータを用いることから、コーホートセンサス変化率法とも言う。

## 具体的な算出方法
例えば過去のある時点で0〜4歳の男子は、死亡しなければ5年後には5〜9歳になっているはずである。
- 人口移動がないものとみなし、一定の生存率から5年後には死亡者分だけ減少し、こうなっているはずという人口（期待人口）が得られる。

一方、5年後の時点の実際の5〜9歳の男子人口を「実際人口」とする。
- 「実際人口」と「期待人口」との差が人口移動（転入・転出の差）であり、人口との比率を計算すると男女別・年齢別の「移動率」が求められる。
- これらを用いて男女別各年齢において、5年後、10年後の人口を推計する。
  - なお、出生者数については、出生者数と女子人口（幼年と高齢者を除外する）から別途、「女子子ども比率」を計算する。

### 前提と注意点
分析において、基本的には将来の移動率、出生率、出生者の男女比等は変化しないものとする。一方、住宅団地の整備や企業誘致・大学等誘致等による転入者の効果等も反映させることは可能である。　
留意点として、小地域になればなるほど、数値がぶれ易く、また特殊要因の影響を受けやすいので、全国数値等との比較検証が欠かせない状況となっている。
現在では国立社会保障・人口問題研究所のホームページ上で人口推計を見ることができる。